# Nissan Presage
Nissan Presage — минивэн, выпускавшийся компанией Nissan с 1998 года по 2009 год. Имеет два поколения: Первое с 1998 по 2003 с кузовом U30, второе с 2003 по 2009 с кузовом U31.

## Первое поколение
Presage впервые был представлен в июне 1998 года, как конкурент Honda Odyssey и Toyota Estima. После рестайлинга 2001 года автомобиль получил вариант пластиковых обвесов под названием Highway Star.
Эта же модель, но с несколько другим салоном, выпускалась как Nissan Bassara.
| Технические характеристики | Технические характеристики | Технические характеристики | Технические характеристики | Технические характеристики | Технические характеристики |
| Двигатель                  | Цилиндров                  | Продажи                    | Конфигурация               | Мощность                   | Крутящий момент            |
| -------------------------- | -------------------------- | -------------------------- | -------------------------- | -------------------------- | -------------------------- |
| 3.0                        | 6                          | 1998—2003                  | V6                         | 220 л.с                    | 279 H·M                    |
| 2.5 Turbodisel             | 4                          | 1998—2003                  | I4                         | 150 л.с                    | 279 H·M                    |
| 2.5                        | 4                          | 1998—2003                  | I4                         | 165 л.с                    |                            |

## Второе поколение
Второе поколение было представлено в 2003 году, с семью (средний ряд - 2 сидения) и восемью местами. Второе поколение построено уже на L-классе, который используется на Nissan Teana и Murano. Есть камера заднего вида. Этот автомобиль также доступен с версией Highway Star.
В 2006 году был проведен рестайлинг модели. Изменения коснулись капота и фар. Панель приборов размещена над рулевой колонкой, а не по центру.
Двигатели:
- QR25 2.5л 4 цилиндра, бензиновый, 163 л.с.
- VQ35 3.5л V6 бензиновый, 231 л.с.

С 2009 года в качестве преемника выпускается Nissan Lafesta.